# Chinnapong Raksri
Chinnapong Raksri (thailändisch ชินพงษ์ รักษี, * 14. April 1995 in Suphan Buri), auch als Nook bekannt, ist ein thailändischer Fußballspieler.

## Karriere
Chinnapong Raksri erlernte das Fußballspielen in der Jugendmannschaft des Erstligisten BEC Tero Sasana in Bangkok. 2015 spielte er beim Drittligisten Bangkok Christian College FC in Bangkok. Im Januar 2016 wechselte er zum neugegründeten Internazionale Pattaya nach Pattaya. Während der Hinserie wurde er Verein vom thailändischen Verband gesperrt. Mitte 2016 nahm ihn der Erstligist Buriram United aus Buriram unter Vertrag. Nach einem Jahr wechselte er nach Ratchaburi, wo er sich Ratchaburi Mitr Phol anschloss. Hier kam er 2017 zu zwei Erstligaeinsätzen. 2018 spielte er im Norden des Landes. Die Hinserie spielte er beim Zweitligisten Chiangmai FC in Chiangmai, die Rückserie stand er beim Drittligisten JL Chiangmai United FC im Tor. Mit dem Club wurde er Meister der Thai League 3 in der Upper-Region und stieg somit in die zweite Liga auf. Nach dem Aufstieg verließ er Chiangmai und wechselte wieder nach Bangkok, wo er sich dem Zweitligisten Police Tero FC anschloss. Mit dem Bangkoker Verein wurde er Vizemeister und stieg somit in die erste Liga auf. Im Juli 2020 wechselte er zum Ligakonkurrenten Sukhothai FC nach Sukhothai. Am Ende der Saison musste er mit dem Verein in die zweite Liga absteigen. Im Sommer 2021 unterschrieb er einen Vertrag beim Drittligisten Singha Golden Bells Kanchanaburi FC. Mit dem Verein spielte er in der Western Region der Liga. Hier stand er die Hinrunde 2021/22 unter Vertrag. Zur Rückrunde 2021/22 wechselte er im Dezember 2021 zum Aufsteiger Muangkan United FC. Für den Verein aus Kanchanaburi stand er zweimal zwischen den Pfosten. Mitte Juni 2022 wechselte er zum ebenfalls aus Kanchanaburi beheimateten Drittligisten Dragon Pathumwan Kanchanaburi FC. Am 15. Juni 2024 stand er mit Kanchanaburi im Finale des FA Cup. Das Spiel gegen den Erstligisten Bangkok United verlor man nach Elfmeterschießen. Am Ende der Saison 2024/25 belegte er mit dem Verein den vierten Tabellenplatz und qualifizierte sich somit für die Play-off-Spiele zur ersten Liga. Im Halbfinale konnte man sich gegen den fünftplatzierten Mahasarakham SBT FC durchsetzen. Im Finale traf man auf den Phrae United FC. Das Hinspiel im eigenen Stadion gewann man mit 3:2. Das Rückspiel endete 2:2. Kanchanaburi gewann mit insgesamt 5:4 und stieg somit in die erste Liga auf. Nach dem Aufstieg wurde sein Vertrag im Mai 2025 nicht verlängert. Für Kanchanaburi bestritt er 49 Ligaspiele. Im Juni 2025 nahm ihn der Erstligist Bangkok United unter Vertrag.

## Erfolge
JL Chiangmai United FC
- Thai League 3 – Upper-Region2018  ▲

Police Tero FC
- Thai League 2: 2019 (Vizemeister)  ▲

Dragon Pathumwan Kanchanaburi FC
- Thailändischer Pokalfinalist: 2023/24